# 慣性局限融合

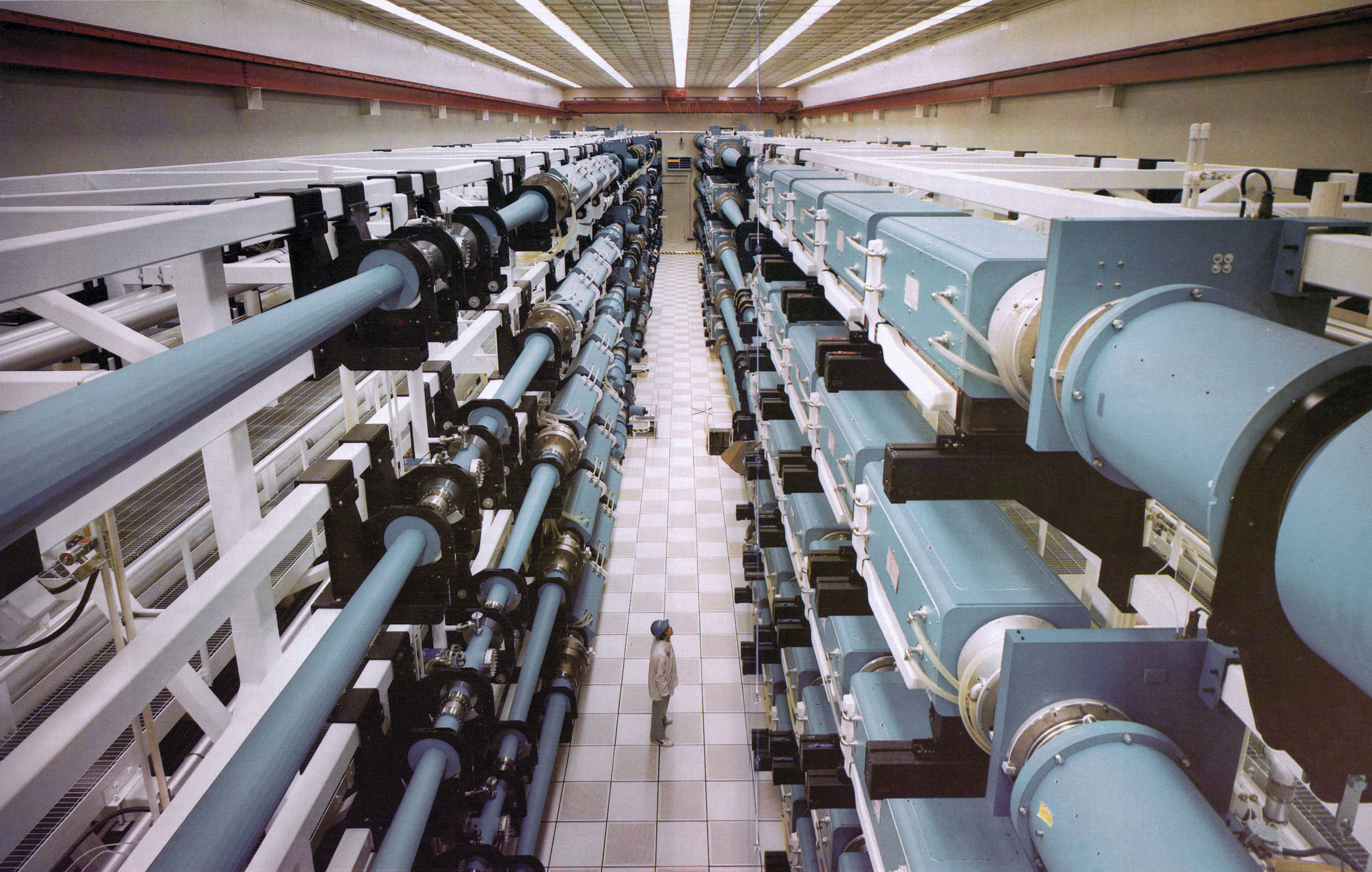
使用激光用于慣性局限融合。在劳伦斯利福摩尔国家实验室（LLNL）的NOVA激光，1984年。

慣性局限融合（英語：inertial confinement fusion，縮寫：ICF），也譯為侷限慣性核融合、慣性約束核融合、慣性限制氫融合、惯性局限融合，是一種核融合的技術。这项技术利用雷射的衝擊波使得通常包含氘和氚的燃料球达到极高的温度和压力，來引發核融合反應。
惯性约束是实现可控核聚变的两大主流方案之一（另一个是磁约束）。美國的國家點火設施（NIF）是目前最大的惯性约束聚变装置，以環空器進行實作，於2013年成功一次核融合反應實驗，使燃料球放出比施加雷射還大的能量。法國一個類似的大型設備百萬焦耳激光（Laser Mégajoule，LMJ）也在進行相關研究。

## 歷史
惯性约束聚变的提出最早是在1970年代初。70年代和80年代的实验发现这些装置的的效率比预想的要低得多，而且“点火”不是那么容易发生的。80年代和90年代科学家进行了许多实验试图弄明白高强度激光和等离子体等的复杂关系。

### 概念的提出
惯性约束聚变的概念最早可追溯到一次在1957年由“氢弹之父”爱德华·泰勒召集的关于和平利用核能的研讨会。在这场研讨会上，一些人提出用氢弹加热在一个注满水的地下岩洞，用得到的蒸汽推动发电机运行，从而获得电能。在PACER项目中，这一想法有更深入的研究。
大约在同一时间（1956年），核聚变先驱，德国马克斯·普朗克研究所的卡尔·冯·魏茨泽克组织了一场会议。在这次会议上，弗里德瓦特·温特堡（Friedwardt Winterberg）提出了一个在会聚冲击波的作用下的高能量非裂变热核微爆方案。更多的关于Winterberg的这一工作的资料可以在前东德秘密警察的解密报告中得到。
这一概念也引起了约翰·纳克尔斯（John Nuckolls）的兴趣。他的早期研究希望能使用较小的核爆获得更多的能量输出，以及不使用裂变能量来引燃聚变是否可行。他提出用一小块放在金属外壳中心的氘﹣氚混合的燃料来实现完全的核聚变。这一金属外壳被称为“环空器”。环空器获得的能量使之温度升高，直到它向外放出X射线。X射线将压缩氘﹣氚燃料，与氢弹中一小块原子弹的作用类似。
这一方案的主要优点是高密度下聚变时的高效率。根据劳森判据，加热氘﹣氚燃料所需的能量大约100倍于通过加压的方式获得同样效果所需的能量。所以在理论上惯性约束聚变可以获得更多的净能量。这也可以理解为，在燃料被缓慢加热的通常情形下，能量的损失率与燃料与周围环境的温度差有关，比如磁约束聚变。
1964年，温特堡提出了用加速到1000km/s的强粒子束来激发聚变反应。1968年，他提出可以用马克斯发生器（Marx generator）来产生强电子束与离子束。

### 早期研究
1950年代末，纳克尔斯及其合作者在劳伦斯利福摩尔国家实验室（LLNL）运行了一系列关于惯性约束聚变的计算机模拟。1960年初，计算机完整地模拟了1毫克氘﹣氚燃料产生的内爆。模拟表明，5MJ的输入到环空器的能量可以产生50MJ的聚变输出。这个时候激光还没有被发明，科学家考虑过诸如带电粒子加速器、等离子枪、超高速弹丸枪，等等。
这一年，新的计算机模拟改进了理论，此外，环空器更大更薄。这些变化显著地提高了内爆的效率，因此压缩燃料所需的能量减少了。经过一系列计算，引燃核聚变最少需要1MJ的能量。之后几年，科学家提出了许多不同的理论。
1960年，激光发明。1962年LLNL的负责人开始小规模的激光研究以期为约束聚变开辟道路。LLNL主要是以军事应用的名义获得研究经费的。之后十年里，实验室进行了一些小规模实验，研究激光与等离子体的相互作用。

### 初始研究
在1970年代初，美國物理學家基普·西格爾（Kip Siegel）开始建造称为KMS的激光约束聚变系统。这一建造计划遭到了许多实验室和美国原子能委员会的反对。1972年纳克尔斯在《自然》杂志上发表了一篇文章，介绍惯性约束聚变以及可以在千焦耳级别设别上产生聚变的测试平台。尽管面临包括资源不足等众多困难，KMS聚变系统还是在1974年5月1日成功地实现了核聚变。但很快西格爾就去世了。这个时候，许多军用实验室和高校开始了各自的项目，比如劳伦斯利福摩尔国家实验室与罗切斯特大学的钕固态激光器，及洛斯阿拉莫斯国家实验室与美国海军研究实验室的二氟化氪准分子激光。

### 高能量惯性约束聚变
高能量惯性约束聚变实验发轫于1970年代早期。这个年代，所需的能量较高的激光器被设计出来，磁约束聚变相关概念与设计获得关注，同时能源危机爆发。
劳伦斯利福摩尔国家实验室（LLNL）获得了大量的资金进行激光惯性约束聚变项目的研究。LLNL的Janus激光器在1974年开始运行，并且验证了使用钕元素制造高能量激光器的可能性。在经历了长路径激光器（Long Path laser）和Cyclops激光器后，LLNL建造了更大的Argus激光器。但这些设备没有一个能成为有实用价值的聚变约束器。在当时，许多人认为建造更大的激光器可以更好地加热和压缩燃料靶丸。但这实际上是一种误解。

### 高能量惯性约束聚变首次突破性正增益成功试验
劳伦斯利福摩尔国家实验室（LLNL）国家点火装置采用激光驱动惯性约束聚变，其设计目标是能量正增益聚变； 2009 年 6 月进行了第一次大规模激光打靶实验，2011 年初开始了点火实验。 2022 年 12 月 13 日，美国能源部宣布，他们已于 2022 年 12 月 5 日成功实现能量输出大于输入核聚变，“向目标输送 2.05 兆焦耳 (MJ) 的能量，产生 3.15 MJ 的聚变能量输出。” 在这一突破之前，受控聚变反应无法产生正能量增益（自我维持）的受控聚变。

## 做法
慣性局限融合的實作概念，是在極短時間內，以多束高能量脈衝雷射，同時照射在一個固態球狀核燃料（通常是混合了氘與氚所作成的）上。當雷射照射在燃料層的外層時，將燃料球外層加熱至電漿化，並產生爆裂。根據牛頓第三運動定律，外層爆裂所出現的反作用力，形成震波向內傳播，造成內爆，壓迫內部的氘與氚，形成高壓高溫，造成自發性的燃燒，產生連鎖反應，最終誘發核融合反應。

以雷射進行慣性局限融合的圖解。藍色箭頭代表雷射；橘色代表固態球狀核燃料向外爆裂的力量；紫色代表因雷射熱能而產生向內的慣性作用力。
1. 雷射光束，或是以雷射產生的X光，快速加熱燃料球表面，在周圍形成電漿。
2. 燃料核因為表面爆裂產生向內的反作用力，遭到擠壓。
3. 當燃料核的密度比鉛還大二十倍，溫度到達100,000,000 ˚C，進入最後階段。
4. 壓縮後的燃料核，產生的熱量快速向外放射，發散的能量是雷射光束加在燃料球上的數倍。

國家點火設施（NIF）將固態燃料球放在環空器內，紫外光雷射由環空器兩端孔洞射入，但沒有直接射擊燃料球，而是照射環空器內壁，並將之加熱到發出強烈的X光束。由X光束照射燃料球，使燃料球發生內爆而產生核融合反應。這個作法的優點是，由環空器發出的X光束，可以更均勻的照射到燃料球表面，讓表層的爆裂時間更一致，在短時間內匯集最大能量。